# Sollevamento pesi ai Giochi della VII Olimpiade - Pesi piuma
La competizione della categoria pesi piuma (fino a 60 kg) di sollevamento pesi ai Giochi della VII Olimpiade si tenne il giorno dal 29 agosto 1920 allo Stadio Olimpico di Anversa

## Risultati
| Pos.    | Concorrenti     | Nazione        | Totale | Alzate               | Alzate               | Alzate               |
| Pos.    | Concorrenti     | Nazione        | Totale | Strappo con una mano | Slancio con una mano | Slancio con due mani |
| ------- | --------------- | -------------- | ------ | -------------------- | -------------------- | -------------------- |
| Oro     | Frans De Haes   | Belgio         | 220,0  | 60,0                 | 65,0                 | 95,0                 |
| Argento | Alfred Schmidt  | Estonia        | 210,0  | 55,0                 | 65,0                 | 90,0                 |
| Bronzo  | Eugène Ryther   | Svizzera       | 210,0  | 55,0                 | 65,0                 | 90,0                 |
| 4       | Luigi Gatti     | Italia         | 195,0  | 50,0                 | 55,0                 | 90,0                 |
| 5       | Ludvík Wágner   | Cecoslovacchia | 195,0  | 50,0                 | 65,0                 | 80,0                 |
| 6       | Gustav Eriksson | Svezia         | 192,5  | 47,5                 | 65,0                 | 80,0                 |
| 7       | Lionel De Haes  | Belgio         | 190,0  | 45,0                 | 60,0                 | 85,0                 |
| 7       | Karl Kõiv       | Estonia        | 190,0  | 45,0                 | 60,0                 | 85,0                 |
| 8       | Kees Tijman     | Paesi Bassi    | 185,0  | 50,0                 | 50,0                 | 85,0                 |
| 10      | Niels Florin    | Danimarca      | 180,0  | 45,0                 | 55,0                 | 80,0                 |
| 11      | John Paine      | Gran Bretagna  | 172,5  | 42,5                 | 50,0                 | 80,0                 |
| 12      | André Delloue   | Francia        | 150,0  | NM                   | 55,0                 | 95,0                 |
| 13      | Jean Ducher     | Francia        | 140,0  | NM                   | 60,0                 | 80,0                 |
| 14      | Michel Mertens  | Lussemburgo    | 45,0   | 45,0                 | NM                   | NM                   |